# 1787 Chiny
1787 Chiny је астероид главног астероидног појаса чија средња удаљеност од Сунца износи 3,002 астрономских јединица (АЈ).
Апсолутна магнитуда астероида је 11,7.